# ボカディージョ (菓子)

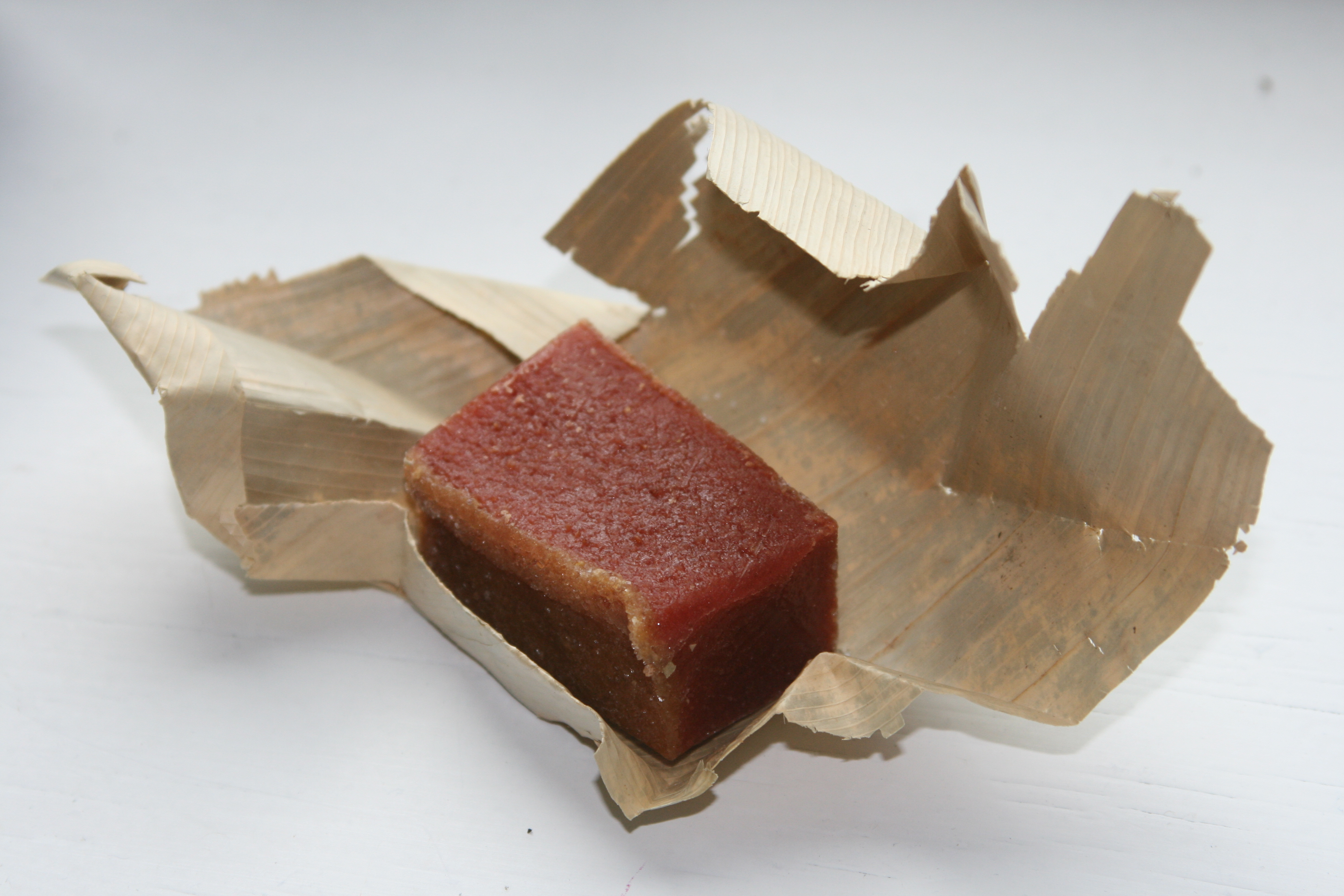
コロンビアのボカディージョ

ボカディージョ(スペイン語: bocadillo)は、グアバの果肉やサトウキビのパネラや精糖で作られたラテンアメリカの菓子で、ビハオやトウモロコシやバナナの葉で包まれている。カルネ・デ・メンブリージョなどに似ている。
コロンビアでは、グアバの果肉を材料とし、チーズやドゥルセ・デ・レチェと合わせることが多い。
エクアドル、パナマ、ベネズエラでは、グアバに加えて、バナナ、パイナップル、プラタナスも使われる。
コスタリカでは主にグアバから作られているが、イチゴ、ブラックベリー、マルメロ、パイナップル、グレープフルーツなどの他の果物や、サツマイモなどの野菜を材料にする場合もある。様々な方法で食べられ、チーズやカヘタに添えられる。